# Spring Hill (Iowa)
Pour les articles homonymes, voir Spring Hill.
Spring Hill est une ville, du comté de Warren en Iowa, aux États-Unis. Elle est fondée en 1872 et incorporée le 22 novembre 1881.

## Source de la traduction
- (en) Cet article est partiellement ou en totalité issu de l’article de Wikipédia en anglais intitulé « Spring Hill, Iowa » (voir la liste des auteurs).